# E771号線
E771号線(E771ごうせん、英: European route E771) はルーマニアのドロベタ＝トゥルヌ・セヴェリン – セルビアのニシュを結ぶ、欧州自動車道路のBクラス幹線道路。

## 経路
- ルーマニア
  - E70号線 – ドロベタ＝トゥルヌ・セヴェリン
- セルビア
  - E75号線、E80号線 – ニシュ